# Real del Sol
Real del Sol är en ort i Mexiko.   Den ligger i kommunen Ciénega de Flores och delstaten Nuevo León, i den centrala delen av landet, 700 km norr om huvudstaden Mexico City. Real del Sol ligger 409 meter över havet och antalet invånare är 5 983.
Terrängen runt Real del Sol är platt. Runt Real del Sol är det mycket tätbefolkat, med 1 361 invånare per kvadratkilometer. Närmaste större samhälle är Ciudad Apodaca, 19,9 km söder om Real del Sol. Trakten runt Real del Sol består i huvudsak av gräsmarker.